# Український народний театр Фінляндії

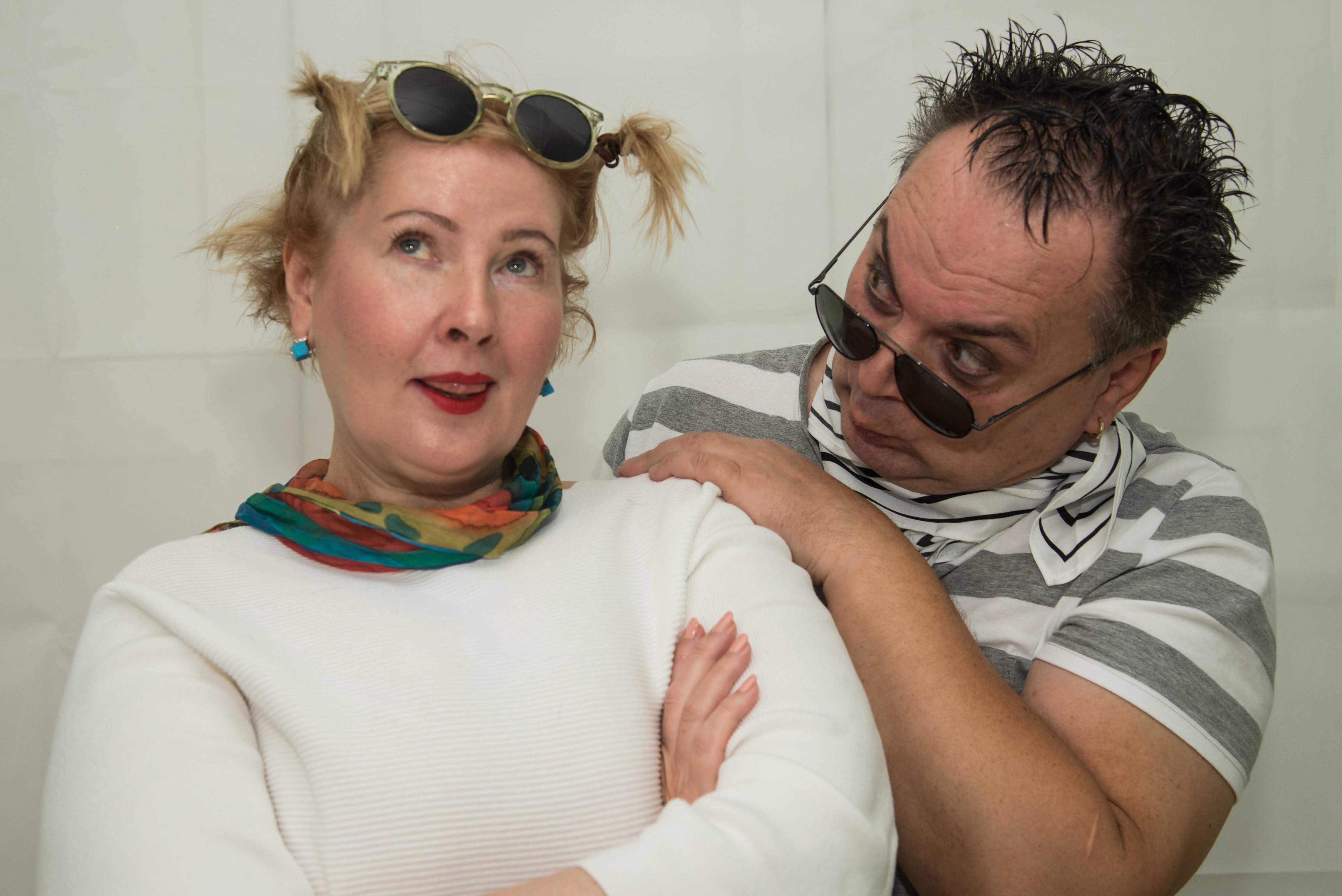
Вистава "Beautiful Life"

Український театр Фінляндії  — напівпрофесійний український музично-драматичний театр, заснований 15 листопада 2014 року у м. Гельсінкі фінським актором та режисером українського походження Ігорем Фреєм спільно з Товариством українців в Фінляндії. Свого приміщення театр не має, для показу вистав орендуються приміщення театрів. Репетиційна база театру - приміщення Посольства України у Фінляндії.
У Фінляндії всі вистави йдуть українською мовою з фінськими субтитрами, а за кордоном - українською мовою з англійськими субтитрами.
Художній керівник та головний режисер театру  — Ігор Фрей. 
Постановний та адміністративно - керівний склад театру - професійний. Акторський склад  — аматорський. 
У складі театру працюють Український народний хор "Калина" та балетна трупа.

## Історія

### Репертуар
- М. Гоголь  — «Вечори на хуторі біля Диканьки» (спільна постановка акторів театру, прем'єра 16.12.2014)
- Н. Ворожбит  — «Щоденники майдану» (режисер В.Древицький, прем'єра 20.02.2015)
- Ю. Зуб  — «На бережечку самоти» (режисер  I. Фрей, прем'єра 17.10.2015)
- М. Старицький  — «За двома зайцями» (режисер I. Фрей, прем'єра 11.06.2016).
- Н. Ворожбит  — «Сашко, винеси сміття» (режисер В.Древицький, прем'єра 29.09.2016)
- Н. Ворожбит  — «Зерносховище» (режисер  I. Фрей, прем'єра 25.11.2017)
- П. Ар'є  —  «ZONA» за п'єсою «На початку і наприкінці часів» (режисер І.Фрей прем'єра 01.12.2017)
- М. Смілянець  —  «Пізня зустріч» за п'єсою «Beautiful Life» (режисер І.Фрей прем'єра 13.01.2024)

### Вистави, над якими зараз йде робота:
- Р.Тома — «Вісім люблячих жінок»
- Ю. Васюк  —  «Собака»
- М.Камолетті — «PARIS-FRANCE-TRANSIT» за п'єсою "Боїнг-Боїнг"
- Д. Нігро  —  «Горгони»
- І. Нечуй-Левицький  —  «Кайдашева сім'я»

### Постановний та адміністративно - керівний склад театру
- Художній керівник і головний режисер театру  — Ігор Фрей.
- Художник - постановник — Тетяна Царьова.
- Художники по костюмах — Оксана Михайлунів.
- Композитор — Григорій Пасс.
- Хормейстери — Ольга Коскенвірта, Григорій Пасс.
- Балетмейстери — Олександра Сандблом, Живко Іванов.
- Директор із зв'язків з громадськістю та комунікацій - Тетяна Гасик.
- Координатор — Світлана Менчинська.
- Артдиректор та медіа-менеджер — Наталка Шень.
- Бухгалтер — Олена Скороход.
- Декоратори — Олексій Менчинський, Геннадій Борійчук.
- Помічник режисера та радіосуфлер - Наталія Фрей.
- Перекладач-консультант — Лііза Віітонен.

### Гастролі

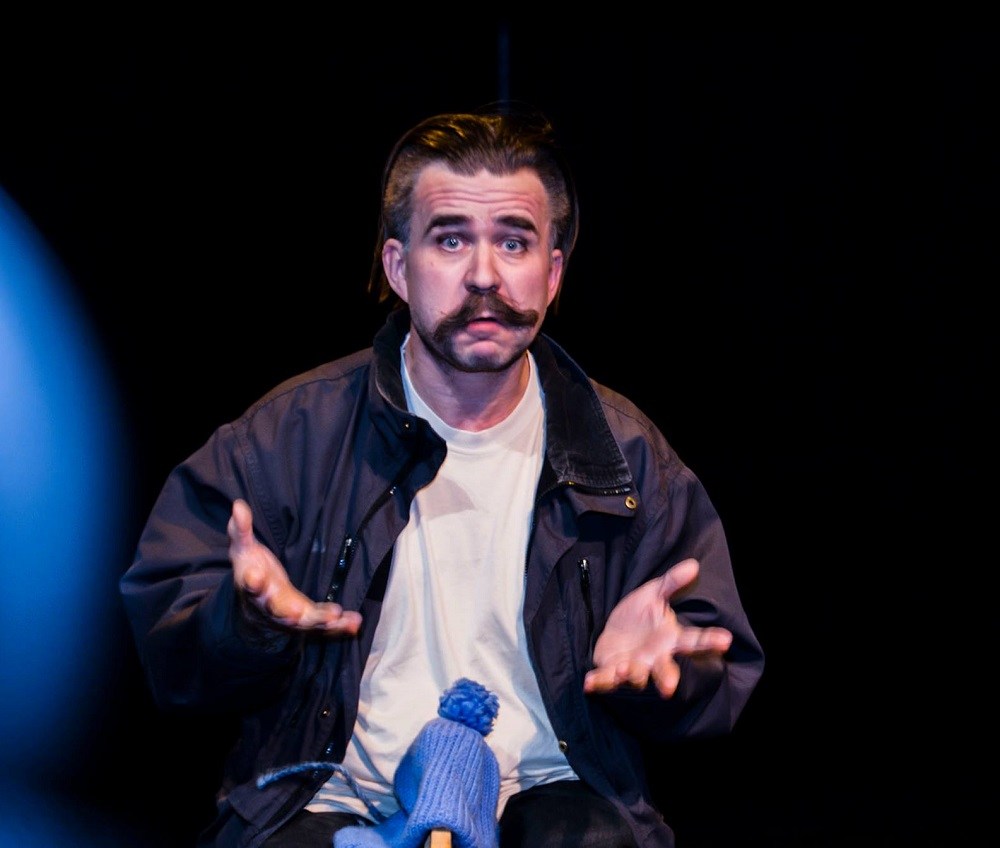
Вистава "Zona"

- 29.03.2015  — Стокгольм, вистава «Щоденники майдану»
- 14.11.2015  — Стокгольм, вистава «На бережечку самоти»
- 19.06.2016  — Таллінн, вистава «За двома зайцями»
- 01.12.2018  — Турку, вистава «ZONA»
- 09.04.2019   — Краків, вистава «ZONA»
- 06.05.2023   — Таллінн, вистава «ZONA»
- 2023   рік - великі гастролі театру по містах Фінляндії.

### Нагороди та звання
- Лауреат VI - го Міжнародного фестивалю українського театру у Кракові, Польща, 2019 р. (Театр отримав нагороди у п'яти номінаціях за виставу "Зона", серед яких гран-прі за кращу жіночу роль першого плану актрисі театру Наталці Шевчук, приз за режисуру, приз за краще виконання українських пісень, приз за кращу чоловічу роль другого плану актору театру Геннадію Наумову).
- Лауреат I - го Міжнародного театрального інтернет-конкурсу у Київі, Україна, 2020 р. (3-тє місце за постановку виставу "Зона").
- Лауреат II - го Міжнародного театрального інтернет-конкурсу у Київі, Україна, 2021 р. (2-ге місце за режисуру, вистава "За двома зайцями", 2-гє місце актрисі театру Олені Скороход за виконання ролі Слави у виставі "Зона").
- Переможець 11-го Міжнародного конкурсу "Україна єднає світ", 2022 р. (1-ше місце за постановку вистави "Зона", диплом за кращу режисуру).
- Переможець 13-го Міжнародного конкурсу "Україна єднає світ", 2022 р. (1-ше місце за постановку вистави "За двома зайцями").